# 原久胤
原 久胤（はら ひさたね、1792年（寛政4年） - 1844年10月30日（天保15年9月19日））は、江戸時代後期の国学者、歌人。号は契月（けいげつ）及び五十槻舎（いつきのや）。通称は新左衛門（しんざえもん）。別名に平 久胤（たいら ひさたね）。
1792年（寛政4年）相模国大住郡下大槻村（現在の神奈川県秦野市下大槻）に生まれる。後に江戸に上り、本居春庭と小川伴鹿に学ぶ。1844年（天保15年）9月19日 - 死去。享年53。著作に『音韻仮名』『五十槻掻葉集（いつきかきばしゅう）』がある。
1996年（平成8年）、遺族の手によって、東京都品川区の長応寺にあった歌碑が出身地である秦野市下大槻に近い弘法山へと移設された。